# José Martí
José Julián Martí Pérez, kubanski pesnik in narodni heroj, * 28. januar 1853, Havana, Kuba, † 19. maj 1895, ob reki Cauto, Kuba.
Martí je bil pomembna osebnost v južnoameriški literaturi. V svojem kratkem življenju je pesnil, pisal eseje, deloval kot novinar, revolucionarni filozof, prevajalec, profesor, založnik in politični teoretik. Bil je član kubanskega oddelka Prostozidarske lože. S svojimi deli in politično dejavnostjo se je uveljavil kot simbol kubanskega boja za neodvisnost od Španije in celo prejel vzdevek »Apostol kubanske neodvisnosti«. Prav tako je nasprotoval ekspanzionizmu ZDA in njihovi grožnji zavzema Kube. Od mladih let naprej je svoje življenje posvetil zavzemanju za vrednoto svobode, politično neodvisnost Kube in neodvisnosti intelektualcev po vsej Hispanoameriki. Ob svoji smrti je postal mučenik boja za neodvisnost Kube ne le za kubanske revolucionarje, ampak tudi za tiste Kubance, ki se dotedaj za njegove vrednote niso preveč zanimali. 
Po svojem zgodnjem otroštvu na ulicah Havane se je Martí kmalu začel vključevati v kroge političnih aktivistov. Zelo veliko je potoval, še posebej po Španiji, Južni Ameriki in ZDA. Na svojih potovanjih je opozorjal na problematiko Kubancev in njihovo željo po politični samostojnosti. Njegovi uspehi pri združevanju skupnosti kubanskih emigrantov (še posebej na Floridi) so bili ključnega pomena za uspeh Kubancev v njihovi vojni za neodvisnost proti Španiji. Ena izmed ključnih osebnosti pri pripravi in izvedbi te vojne, pa tudi Kubanske revolucionarne stranke in njeni ideologiji  je bil prav Martí. Med srditimi boji je ob reki Cauto padel dne 19. maja 1895. 
Martí je po večinskem mnenju eden najpomembnejših intelektualcev Latinske Amerike iz obdobja preloma 19. v 20. stoletje. Njegov opus sestavljajo zbirke pesmi, esejev, pisem, predavanj, roman ter celo otroška revija. Pisal je za številne časopise po vsej Ameriki ter tudi sam ustanovil dobršno število časnikov. Njegov časopis Patria je bil ena glavnih komponent njegovega boja za Kubansko neodvisnost. Po njegovi smrti je bila ena od njegovih pesmi iz knjige »Versos Sencillos« (Preprosti verzi) prirejena za pesem »Guantanamera«, ki je kasneje postala ena najprepoznavnejših pesmi kubanskih domoljubov. 
Želja po neodvisnosti, svobodi in demokraciji so vodilne teme njegovega skorajda celotnega opusa in so kasneje postale velik vpliv na dela nikaragvanskega pesnika Rubéna Daría in čilenske pesnice Gabriele Mistral.